# ワンパーセントクラブ
1%クラブ（ワンパーセントクラブ）とは、経常利益や可処分所得の1%以上を自主的に社会貢献活動のために支出しようと勤める、企業や個人によって組織された団体である。

## 概要
1990年に日本経済団体連合会によって設立された組織であり、会員に対して寄付や社会貢献活動の情報を提供しているが、それ以外の一般の人々に対しても社会貢献活動の意義を広めていくための活動を行っている。このためにも企業や社員とNPO団体などといった市民団体を結びつけることでより効果的な社会貢献活動を行っていくということを目指している。